# Estádio Rei Pelé
Das Estádio Rei Pelé (auf Deutsch König Pelé) ist ein Mehrzweckstadion im Stadtteil Trapiche da Barra in Maceió, der Hauptstadt des brasilianischen Bundesstaates Alagoas. Es ist nach dem verstorbenen Fußballspieler Pelé benannt und trägt nach dem Stadtteil in dem es liegt den Spitznamen Trapichão. Die Klubs Clube de Regatas Brasil (CRB) und CS Alagoano (CSA) tragen hier ihre Heimspiele aus.

## Entstehung

### Vorgeschichte
Ab 1964, als das Militär an der Macht war, nahmen die Investitionen in den Sport eine neue Dimension an. Brasilien sollte der Welt als ein entwickeltes, modernes, national integriertes Land erscheinen. Ein Spiegelbild dieser Politik war im Fußball die Schaffung der Nationalen Meisterschaft, die 1971 ins Leben gerufen wurde, sowie der Bau von Stadien. Um sich ein Bild von diesen Investitionen zu machen: Bis 1972 wurden in Brasilien bereits mehr als 30 Fußballstadien eingeweiht, die meisten davon im Nordosten.
In Alagoas war Gouverneur Luiz Cavalcanti für den Bau des Stadions in Maceió verantwortlich. Nachdem er vier Kommissionen gebildet hatte, die sich um das Projekt kümmern sollten, und nichts geschah, suchte Cavalcanti den Präsidenten des Industrieverbandes des Bundesstaates Alagoas, Napoleão Barbosa, auf, erklärte ihm, dass er keine Ressourcen habe, und lud ihn ein, die Koordination des Unternehmens zu übernehmen. Die Lösung, die Barbosa fand, bestand darin, Bingoveranstaltungen zu organisieren, um Spenden zu sammeln. Der Gouverneur stimmte dem nicht zu, da ähnliche Initiativen Zweifel geweckt hätten, gab aber seine Zustimmung für eine Art von Lotterie.
Der Gouverneur stimmte dem nicht zu, da ähnliche Initiativen Zweifel geweckt hätten, sagte aber, dass es sich um eine andere Art von Lotterie handeln könnte. So wurde am 9. Oktober 1964 die „Alagoas Foundation for Sports Promotion – FAPE“ gegründet. Die erzielten Erlöse reichten aber kaum aus, um die ausgelobten Preise zu bezahlen. Die Diskussion wurde wieder eröffnet und Bingoveranstaltungen wurden genehmigt. Anfang 1966 intervenierende die Regierung des Bundesstaates, die die Preisverleihungen aussetzte und behauptete, es habe eine Entscheidung der Bundesregierung gegeben, die Tombolas zu verbieten, versprach aber, das Stadionprojekt fortzusetzen, was jedoch nicht geschah. Im August des Jahres übernahm Lamenha Filho die Regierung von Alagoas. Um die Situation der FAPE zu regeln, gründete er im Februar 1967 eine Arbeitsgruppe. 1967 erteilte der Justizminister Gama e Silva nach langem politischen Hin und Her eine Ausnahmeregelung, damit die FAPE-Bingos wieder stattfinden konnten. Trotz weiterer Schwierigkeiten wurden zehn weitere Veranstaltungen abgehalten. Am Ende des Projekts fanden 36 Promotion-Festivals mit Tombolas statt.
Kritik am Bau des Stadions kam auch aus der nationalen Presse. Die im Entstehen begriffene Zeitschrift Veja schrieb in ihrer Nr. 3 vom 25. September 1968 ironisch: Trapichão: Es ist Platz für ein Viertel der Bevölkerung. Nach Berechnungen des Magazins hätte Maceió 221.000 Einwohner und das Stadion würde 55.400 Fans aufnehmen. Veja argumentierte auch, dass der Besucherrekord in Alagoas bei 8.000 Menschen lag, was die maximale Kapazität des damaligen Feldes von CRB darstellte. Das Feld von CSA, hatte eine geschätzte Zuschauerkapazität von 6.000 Menschen. Der Bericht enthüllte auch, dass die Führer von CSA und CRB damit gerechnet hatten, dass nur 25.000 Besucher am Eröffnungsspiel teilnehmen würden.

### Der Bau
Eine von der FAPE eingesetzte Kommission wählte als Standort das Viertel Trapiche da Barra. Die Kosten für Projekt wurden mit 150.000 Cruzeiro veranschlagt. Der Architekten João Khair übernahm die Planung und Durchführung. Nach seinem Tod im Juli 1966 übernahm sein Neffe Marco Antonio Khair die Verantwortung. Der Grundstein für die Arbeiten wurde am 15. März 1968 gelegt.
Die Konstruktion war nicht einfach und erforderte viel technische Präzision. Die Dimensionen einiger Teile des Stadions waren ausdrucksstark. Das Dach ist 42 Meter lang und war damals eines der größten in Brasilien. Die freitragende freie Spannweite war mit 26 Metern die zweitgrößte ihrer Art im Land. Etwa 250.000 Säcke Zement, 30.000 Kubikmeter Beton, 3.500 Tonnen Stahl und Tausende von Metern Bretter wurden für die Arbeiten verwendet.
Eine der Besonderheiten dieses Projekts waren die beiden Rampen für Autos, welche die Behörden vor der Tür der Ehrentribüne oder den Sonderplätzen abstellten. Für die Presse wurden zunächst 22 Radiokabinen und vier für das Fernsehen gebaut. Die Tonkabine verfügte über 16 Transistorverstärker mit je 200 Watt, die ein Signal an 284 Philips-Lautsprecher sendeten, die auf 83 Standorte verteilt waren. Für den Zugang der Fans wurde 54 Ticketschalter und 42 Zugänge gebaut, um den Eingang zu kontrollieren.
Um den Rasen zu schonen, wurden zwei Kanonensprenger mit einem Radius von 30 Metern installiert, die 14 Tausend Liter Wasser pro Stunde verbrauchen. Es war das zweite Stadion im Land, das eine solche Technologie einsetzte. Auch die Entwässerung war modern, indem das indirekte System in parallelen Linien und mit einem Gefälle von 2 % von der Mitte zu den Seiten übernommen wurde. 3.500 Meter Rohre wurden verbaut. Diese Wassersammelrohre wurden mit kleinen Steinen umgeben, um ein Verstopfen der Perforationen zu verhindern. Das Material hierfür wurde am Ufer des Lagoa Mundaú gesammelt.
Die erste große Änderung des Projekts fand 1968 statt, mit der Einbeziehung der geraden Tribüne, die das Hufeisen schloss und die Umkleideräume im Untergeschoss aufnehmen sollte. Mit dieser Erweiterung wurde erwartet, dass die Kapazität des Stadions 50 Tausend Zuschauer erreichen würde.
Im Zuge des Baus kam es permanent zu Schwierigkeiten mit den vorhandenen Geldressourcen. Nach Bauende wurde festgestellt, dass das Projekt 15 Millionen Cruzeiros kostete, hatte.

### Einweihung
Offiziell wurde das Trapichão am Sonntag, dem 25. Oktober 1970 mit einem Fußballspiel eingeweiht. Ein paar Tage zuvor am 16. September, dem Unabhängigkeitstag von Alagos, an dem Tag war 1817 das Dekret zur Abspaltung von Pernambuco unterzeichnet worden, wurde das Stadion für Schulumzüge zum Gedenken an dieses Datum genutzt. In gewisser Weise diente diese Schulparade als Test für das Eröffnungsspiel des Stadions.
Für die Einweihung war der FC Santos eingeladen worden. Diese sollte auf eine Auswahlmannschaft von Spielern aus Alagoas treffen. Das erste Tor im Stadion fiel in der 20. Minute der ersten Halbzeit durch Douglas von Santos erzielt. Für dieses Tor gewann der Stürmer von Santos eine Goldmedaille mit einem Gewicht von 100 Gramm und einem Wert von 2.000 Cruzeiros. Noch in der ersten Halbzeit erzielte Santos alle vier weiteren Treffer der Partie. Pelé erzielte zwei Tore (30. und 42. Minute) und Nenê Belarmino zwei weitere (38. und 40. Minute).
Die Mannschaft von Alagoas spielte mit Cocorote, Ciro, Dida, Lourival und Aranha; Rinaldo und Zito; Canavieira, Adeildo, Zezinho und Canhoteiro. Santos trat mit Agustín Cejas, Carlos Albert, Djalma Dias, Emerson Marçal (José Ramos Delgado) und Rildo; Clodoaldo (Lima) und Nenê Belarmino; Davi, Douglas, Pelé (Feijão) und Abel Verônico an. Der Schiedsrichter des Spiels war Armando Marques.
Eine Kuriosität am Rande war eine Geschichte um das Trikot von Pelé. Dieses war einem Major der Polícia Militar versprochen worden, um es für einen guten Zweck zu versteigern. Die PM ist nicht zu verwechseln mit der Militärpolizei. Die PM soll Garant für die Einhaltung der Gesetze sein (Gefahrenabwehr). Durch eine Verwechslung wurde das Shirt nach dem Spiel an einen Stadionverantwortlichen übergeben. Als der besagte Major das Trikot abholen wollte, wurde der Irrtum bemerkt. Als Lösung erhielt er das, welches Pelé in der ersten Hälfte genutzt hatte. Da dieses aber nicht mehr in besonders gutem Zustand war, ging der Major am nächsten Tag zum Stadionverantwortlichen und bewog diesen, die Shirts zu tauschen. Dieser willigte ein und das bessere Trikot wurde versteigert, sein Verbleib ist unbekannt. Im Trapichão aber ist bis heute das Shirts ausgestellt, in dem Pelé das Stadion eingeweiht und zwei Tore erzielt hat. Ein Bild des Shirts mit Autogramm Pelés und Aufdruck zur Veranstaltung, ist unter dem Weblink Entstehungsgeschichte zu finden.
Um das Flutlicht einzuweihen, fand drei Tage später (am 28. Oktober 1970) ein Freundschaftsspiel zwischen dem Cruzeiro EC aus Belo Horizonte und dem Botafogo FR aus Rio de Janeiro statt. Cruzeiro gewann mit 1:0. Botafogo erhielt eine Prämie von 58.000 Tausend Cruzeiro und Cruzeiro 60.000.
Zwei Wochen nach der Einweihung, am 8. November, wurden die Feierlichkeiten fortgesetzt, als Trapichão erneut die Nationalmannschaft von Alagoas zu einem Freundschaftsspiel gegen den FC Porto aus Portugal empfing. Das Ergebnis war ein 1:1-Unentschieden. Für Porto traten an Armando; Manuel Gualter, Armando Manhiça, Vieira Nunes und Rolando Gonçalves; Pavão und Benê; António José de Lemos, Abel Miglietti, Custódio Pinto und Francisco Nóbrega.
Nach Angaben nach dem Spiel waren offiziell 45.865 Zuschauer im Stadion. Schätzungen zufolge sollen bis zu 53.000 gewesen sein. Ein Kuriosum war, dass die Drehkreuze an den Eingängen die Zuschauer auch beim Verlassen des Trapichão zählte, so dass mehr als 100.000 Zuschauer für die Veranstaltung gezählt wurden.

### Stadionname
Ursprünglich war geplant gewesen das Stadion als Estádio Lamenha Filho zu benennen, dem Gouverneur des Bundesstaates. Dieses wird durch stornierte Tickets für das Eröffnungsspiel sowie ein Foto des Stadionmodells belegt. Die Änderung erfolgte im Juli 1970, als Fans aus Maceió den Gewinn der Fußball-Weltmeisterschaft 1970 vor dem Regierungspalast feierten. Gouverneur Lamenha Filho, ebenfalls begeistert von dem Sieg und den Feierlichkeiten, beschloss, seinen Namen zu streichen und den Namen Pelés zu verwenden. Schnell setzte sich im Sprachgebrauch der Spitzname Trapichão durch.

### Renovierungen
Nachdem das Stadion seit seiner Einweihung nicht gewartet wurde. Kamen 1979 Forderungen auf, Maßnahmen zur Lösung der Probleme des Trapichão zu ergreifen. Erst ab 1992 wurden diese angegangen. Die Arbeiten dauerten fast zwei Jahre. Wichtigste Änderung dabei war die Installierung von 20.000 Sitzplätzen. Zwei weitere Lichtmasten wurden hinzugefügt, wodurch die Beleuchtung auf tausend Lux erweitert wurde, eine der besten in Brasilien zu dieser Zeit. Bei dieser Renovierung wurde Platz für ein Sportmuseum und ein Auditorium geschaffen. Auf den großen Tribünen des Stadions wurden neue Radio- und Fernsehkabinen installiert.
Die Wiedereröffnung des Trapichão fand am 8. August 1993 mit einem Freundschaftsspiel zwischen der brasilianischen Nationalmannschaft und der Mexikos statt. Das 1:1-Unentschieden war nicht die wichtigste Neuigkeit über die Wiedereröffnung des Stadions, sondern die Zuschauerkapazität, die auf 26.000 Sitzplätze reduziert wurde. Jahre später wurden die Stühle entfernt. Sie waren rostig und sehr teuer in der Wartung. Ohne Sitzplätze erweiterte das Stadion seine Kapazität auf 32.000 Zuschauer.
2010 begann eine weitere Reformphase, die zwar bis 2012 andauerte. Aber bereits im Juni 2010 wurde das Stadion wiedereröffnet. Hierzu reiste wieder Pelé an, um zum zweiten Mal die Gedenktafel zu enthüllen. Im Rahmen der Zeremonie hinterließ er auch seine Fußabdrücke in Beton für die Ruhmeshalle des Trapichão. Zelte, Ton- und Lichttechnik wurden wiederhergestellt. Nach dieser Renovierung betrug die Kapazität des Stadions etwa 18.000 Zuschauer. Als die Möglichkeit diskutiert wurde, dass Spiele der Fußball-Weltmeisterschaft 2014 in Alagoas stattfinden könnten, wurden in Trapichão einige Arbeiten durchgeführt. So wurden im Jahr 2013 Bars, Umkleideräume und Toiletten renoviert und der Raum mit dem Namen Rainha Marta gebaut.

## Länderspiele
Das Trapichão war eines der 12 Stadien Brasiliens, in denen 1972 die Spiele des Taça Independência (portugiesisch für: Pokal der Unabhängigkeit) ausgetragen wurden. Dieses internationale Fußballturnier fand zwischen dem 11. Juni und dem 9. Juli statt. Anlass war die 150-Jahr-Feier der Unabhängigkeit Brasiliens von Portugal. Am Turnier nahmen 18 Nationalmannschaften und zwei Kontinentalvertretungen (CAF und CONCACAF) teil. In Deutschland wurde das Turnier daher auch als „Mini-WM“ bezeichnet. Maceió wurden zwei Partien der Gruppe 1 ausgetragen. Das Treffen von Frankreich und der CAF (2:0) und das von Argentinien gegen CONCACAF-Auswahl (7:0).

## Gedenkstätten
Im Stadionkomplex befindet sich auch das Museum Edvaldo Alves de Santa Rosa. Dieses ist nach dem Fußballspieler Dida benannt, welcher seiner Karriere beim CS Alagoano begann. Er bestritt seine Karriere hauptsächlich beim CR Flamengo in Rio de Janeiro und wurde mit der Nationalmannschaft 1958 Gewinner der Fußball-Weltmeisterschaft 1958.
Ebenso beherbergt das Stadion eine Gedenkstätte für die Fußballspielerin Marta, welche aus dem Bundesstaat stammt. Eine 2019 beantragte und vom Bundesparlament genehmigte Umbenennung in Rainha Marta, Königin Marta, wurde vom Gouverneur nicht unterzeichnet.